# Sitio de Narnia
El sitio de Narnia fue un suceso bélico ocurrido en otoño del año 408. Se enmarca dentro de la segunda invasión de Italia llevada a cabo por Alarico y los visigodos.
Los visigodos invadieron Italia en septiembre del 408 y tras cruzar el río Po, evitaron la bien defendida Rávena y se dirigieron a Ariminum (Rímini). Alarico decidió allí ir a Roma y ponerla bajo asedio por lo que tomaron la vía Flaminia y se dirigieron hacia la ciudad. Esta calzada atravesaba los Apeninos discurriendo por valles y desfiladeros. Uno de estos, largo y estrecho, lo formaba el río Nera en uno de sus tramos donde, en la entrada norte, se situaba la población de Narnia (Narni).
Los visigodos llegaron al desfiladero y encontraron que la guarnición que se había reunido en Narnia no estaba dispuesta a dejarlos pasar sin resistencia. Situados en un alto de difícil acceso, podían causar elevadas bajas entre invasores antes de que estos pudiesen tomar la localidad o atravesar el desfiladero. Los visigodos cercaron la ciudad e intentaron asaltarla. Parece ser que en esos días se desataron varias tormentas en la zona que tuvieron que dificultar enormemente su ataque. Se llegó a un punto en que Alarico prefirió retirarse y tomar un camino alternativo para llegar a Roma. Para ello condujo al ejército hacia la, relativamente, cercana vía Salaria por la que finalmente pudieron llegar a la ciudad y ponerla bajo asedio en noviembre.
Mientras Roma estaba asediada varios personas pudieron entrar en ella y dieron la noticia de que en Narnia se habían hecho plegarias a los dioses y que estos habían desatado rayos y tormentas contra los visigodos haciendo que se retirasen.  Esto dio lugar a que, pese al cristianismo oficial imperante dentro de la ciudad, se intentasen hacer sacrificios a los antiguos dioses para buscar su ayuda.